# Pablo Muñoz Vega
Pablo Muñoz Vega, SJ (23 de maio de 1903 - 3 de junho de 1994) foi um prelado católico equatoriano que serviu como arcebispo de Quito de 1967 até sua renúncia em 1985. Ele era membro dos jesuítas e foi feito cardeal em 1969.
Sua causa de canonização começou em 9 de abril de 2016 depois que a Congregação para as Causas dos Santos concedeu sua aprovação formal da causa em 10 de dezembro de 2015, isso lhe dá o título de Servo de Deus.

## Vida
Pablo Muñoz Vega nasceu em Mira em 23 de maio de 1903 como o quarto filho de Antonio Salustiano Muñoz Carrera e Josefa Vega. Ele foi batizado em 24 de maio como "Segundo Pablo Mordoqueo".
Ele se juntou aos jesuítas em 27 de setembro de 1918 (iniciando seu noviciado em 26 de novembro de 1918) e estudou nas casas dos jesuítas para estudos em Quito (como a escola San Ignacio em Cotocollao em 1915) e em 1922 obteve um bacharelado em humanidades. Mais tarde, estudou de 1929 a 1930 na Bélgica e depois foi transferido para Burgos, na Espanha, no Colégio Máximo de Oña; ele também estudou em Roma no Pontifical Gregoriano desde setembro de 1932. Ele estudou humanidades, bem como latim e gregoe obteve um diploma do Colégio Maximo San Ignacio em Quito em 1927 e, em seguida, um doutorado da Faculdade Teologia na escola de Oña em 1931. Ele adquiriu seu doutorado em 1937 e foi intitulado "Magister Aggregatus". Vega fez sua profissão inicial em 27 de fevereiro de 1920. Vega ensinou mais tarde em Cotocollao e mais tarde na escola jesuíta de San Felipe Neri em Riobamba de 1926 até 1928 e começou a desenvolver interesse e foco nas obras de Santo Agostinho que se tornariam a base por alguns de seus escritos espirituais.
Vega foi ordenado ao sacerdócio em 1933 na Igreja Sant'Ignazio em Roma e iniciou seus estudos de 1933 até 1937. Depois de concluir seus estudos, ele serviu como funcionário no departamento filosófico do Gregoriano de 1937 até 1949, no qual ponto ele foi nomeado como o provincial jesuíta para o Equador mais tarde em 1958; ocupou esse cargo até 1964. Vega também serviu como especialista no Concílio Vaticano II.em 1962 na primeira sessão do Conselho e depois participaria como bispo na segunda e terceira sessões do Conselho. Ele também serviu como reitor do Pontifício Colégio Pio-Latino-Americano em Roma de 1955 até 1958 e serviu como Reitor Magnífico do Pontifício Gregoriano de 1958 até 1963.
O Papa Paulo VI nomeou-o Arcebispo Titular de Cerâmica (com o posto de vice- arcebispo de Arcebispo, já que era uma sé titular e não um arcebispado titular) e como Arcebispo Coadjutor "sedis datus" para a arquidiocese de Quito em 1964. Ele recebeu sua consagração episcopal em 19 de Março 1964, em Roma, do Cardeal Carlo Confalonieri. Ele sucedeu à sede metropolitana de Quito em 23 de junho de 1967, depois de servir como seu coadjutor, o que significava que ele tinha o direito de sucessão nesse papel.
Assistiu às duas últimas sessões do Concílio Vaticano II como bispo de 1964 a 1965. Participou da assembléia de bispos de 1967 em Roma, de 29 de setembro a 29 de outubro, e tornou-se também o Presidente da Conferência Episcopal Equatoriana; ele tinha dois mandatos de 1969 a 1973 e depois de 1975 a 1984.Ele participou de várias outras reuniões episcopais em Roma durante a próxima década.
Vega foi nomeado cardeal-sacerdote de San Roberto Bellarmino em 28 de abril de 1969 e recebeu seu título em 30 de abril de Paulo VI. Ele participou do Conclave de agosto de 1978 que elegeu o papa João Paulo I e o seguinte conclave em outubro que viu a eleição do Papa João Paulo II. No seu papel de cardeal, foi membro da Congregação para a Educação Católica e da Congregação para os Institutos de Vida Consagrada e Sociedades de Vida Apostólica .
Em 1979 participou da Terceira Conferência Geral do Episcopado Latino-Americano em Puebla, no México, e participou de uma reunião do Colégio dos Cardeais de 5 a 9 de novembro de 1979. Ele perdeu o direito de votar em conclaves depois de completar 80 anos em 1983. do governo pastoral da arquidiocese em 1985 como era uma exigência do direito canônico . Vega também participou de sua última conferência do episcopado latino-americano na República Dominicana de 12 a 28 de outubro de 1992.
Ele morreu em sua antiga sé em 3 de junho de 1994 e está enterrado na catedral arquidiocesana .

## Processo de beatificação
Em 21 de fevereiro de 2013, um pedido formal de processo de beatificação foi apresentado à Congregação para as Causas dos Santos, em Roma. O CCS concedeu a sua aprovação formal à causa em 10 de dezembro de 2015 com a declaração de " nihil obstat " (nada contra) à causa. O processo diocesano teve início em 9 de abril de 2016 em Quito.